# プラプッタチャーイ国立公園
プラプッタチャーイ国立公園（－こくりつこうえん）はタイの国立公園の一つ。バンコクから一番近い国立公園といわれる。後にナムトック・サムラン国立公園に改称した。

## 概要
プラプッタチャーイ国立公園は首都から一番近い公園として、週末には家族連れなどでにぎわう。周辺にはワット・プラプッタチャーイやタイ軍騎馬隊第一師団本部などがある。
第二次世界大戦中には、現在の国立公園の地域に日本軍が駐留していた歴史がある。このときに公園内の自然が破壊されたが1960年代からタイ政府により、森林の回復が図られ森林が回復。1981年に国立公園として登録された。
気候的にはバンコクと同様である。隣接するカオヤイ国立公園と同じく西部森林地帯に属す。公園内にはバンコク郊外にもかかわらずゾウやホエジカなどの動物が生息している。

## 公園内の自然

### ナムトック・サームラン
ナムトック（滝）・サームランはバンコクから日帰りで訪れ、ピクニックを楽しむ事が出来るため公園内で一番人がよく訪れる場所である。ナムトック・サームランでは水浴などが楽しめる。